# Magic Christian
Magic Christian (* 17. Juli 1945 in Mauthausen als Christian Stelzel) ist ein österreichischer Zauberkünstler. Sein Atelier befindet sich in Wien.

## Leben
Mit 13 Jahren begann Christian Stelzel, sich für die Zauberkunst zu interessieren.
Nach Abschluss auf dem Akademischen Gymnasium in Wien studierte Magic Christian Industrial Design an der Wiener Hochschule für angewandte Kunst und schloss das Studium mit dem Titel Magister Artium ab.
1978 machte er sich als Zauberkünstler selbstständig. 
Auf drei aufeinanderfolgenden FISM-Kongressen (Paris 1973, Wien 1976 und Brüssel 1979) errang er jeweils in der Sparte Manipulation den ersten Preis. 
Zusammen mit der Spielkartenfabrik Piatnik brachte er neben verschiedenen Zauberkästen eine besondere Serie von Zauberspielkarten heraus.
Magic Christian ist Autor der Trilogie über den Zauberkünstler Johann Nepomuk Hofzinser. 
Ab 1985 stellte Magic Christian mehrere politisch-kabarettistische Zauberprogramme zusammen, mit denen er in dem bekannten Wiener Theater SIMPL gastierte.

## Kreationen
- Anfang der 1970er Jahre kreierte Magic Christian eine Spielkarten-Vermehrung zwischen den Fingern seiner Hände, ähnlich der Verdoppelung von Billardbällen beim Chicagoer Billardball Trick.[5]

## Programme
- 1987: Hoküsse & Poküsse
- 1988: Neue politische Ho- & Poküsse

## Veröffentlichungen
- Non Plus Ultra I, Edition Huber, 1998
- Non Plus Ultra II, Edition Huber,  2004
- Non Plus Ultra III, A+B, (2 Bände), Edition Huber, 2012
- Ottokar Fischer: Champion of Hofzinser, in: Genii, 84. Jahrgang, Heft 1, Januar 2021, Seite 78 ff.

## Ehrungen
- 2008 Goldenes Ehrenzeichen für Verdienste um die Republik Österreich[6]
- Academy of Magical Arts: Zauberkünstler des Jahres 2005[7]
- 2010 wurde Magic Christian für seine Recherche-Arbeiten über den Zauberkünstler Johann Nepomuk Hofzinser mit dem Hofzinser-Ring ausgezeichnet.[8]
- 2015 erhielt er auf dem 26. Weltkongress der Zauberkunst FISM einen Sonderpreis für sein Engagement um die Zauberhistorie.